# 谢利夫

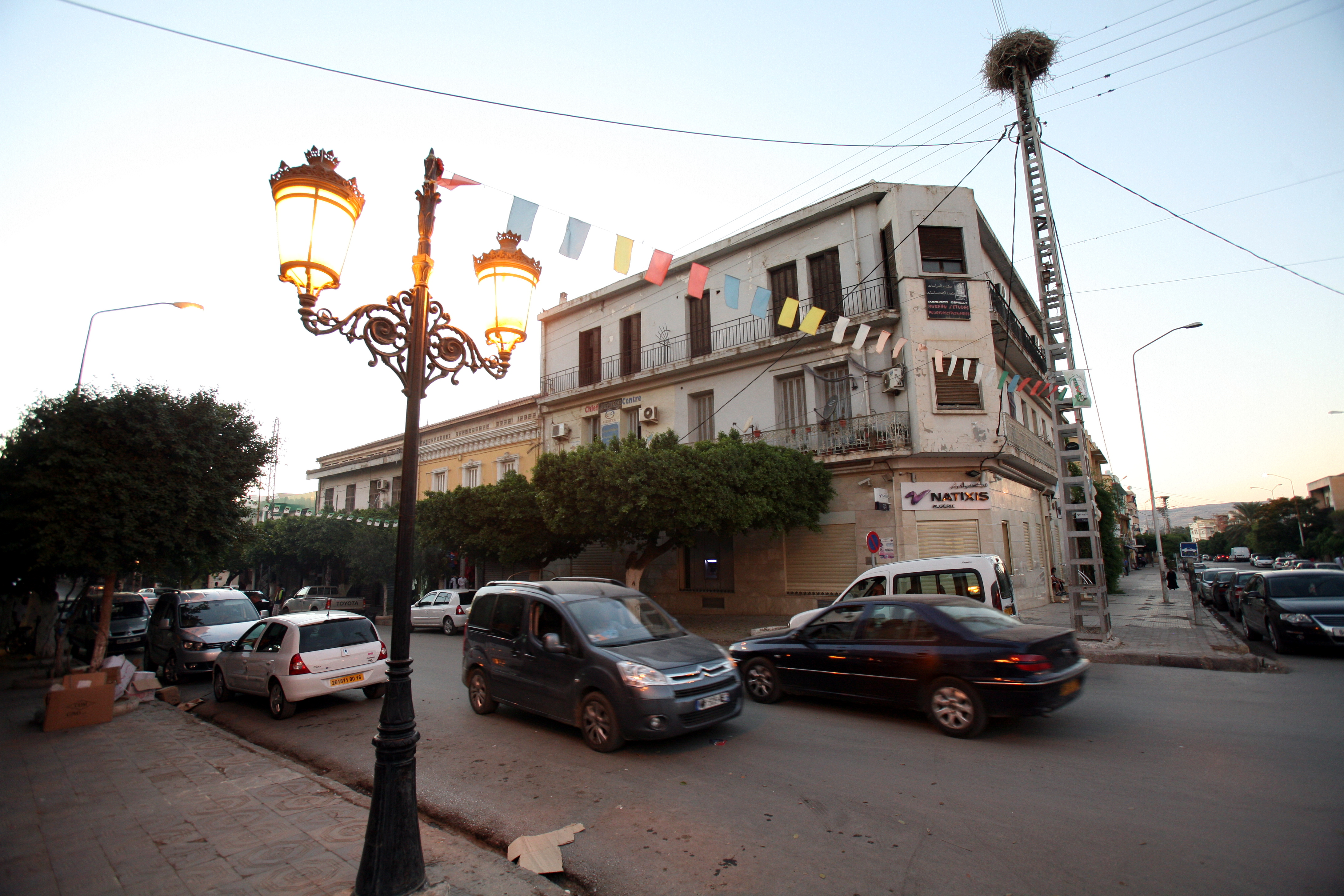
謝利夫

谢利夫（阿拉伯语：‎）位于阿尔及利亚北部，是谢利夫省的首府。位於阿爾及利亞首都阿爾及爾以西120公里。該城市始建於1843年。ASO谢里夫主場就位於該城市。2008年，该市人口178,616。